# Hipocracias
Se llaman hipocracias a las fiestas o cabalgadas que se celebraban en Arcadia en honor de Neptuno por la creencia que tenían de que era este dios quien les había proporcionado el caballo.
Mientras duraban las hipocracias no trabajaban los caballos y se les paseaba por los campos y calles ricamente enjaezados y con guirnaldas de flores. En Roma, se celebraban estas fiestas con el nombre de consuales. 